# Tinlot
Tinlot – miejscowość i gmina (commune) w Belgii, w Regionie Walońskim, w prowincji Liège, w okręgu Huy. 1 stycznia 2024 roku liczyła 2777 mieszkańców.

## Podział administracyjny
W skład gminy wchodzi pięć dzielnic (section):
- Abée
- Fraiture
- Ramelot
- Seny
- Soheit-Tinlot